# 松本芳道
松本 芳道（まつもと よしみち、1982年4月11日 - ）は、日本の男性プロボクサー、元キックボクサー。キック時代は八景ジム、現在は大橋ボクシングジム所属。第4代新日本キックボクシング協会ライト級王者。神奈川県横浜市出身。
アグレッシブなファイトスタイルを持つ。右上腕には竜の刺青を入れている。

## 来歴
2004年頃、K-1に憧れ、キックボクシングを始めた。
2005年7月17日、新日本キックボクシング協会でプロデビューし、桐生大地にKO勝ち。
右手の負傷により2006年10月から2008年3月まで1年以上のブランクを作った。
2010年4月4日、新日本キックボクシング協会・日本ライト級王者朴龍に挑戦し、跳び膝蹴りでダウンを奪うなどして3-0の判定勝ちで王座を獲得した。
2010年5月2日、K-1初参戦となったK-1 WORLD MAX 2010 〜-63kg Japan Tournament 1st Round〜で大月晴明と対戦し、3Rに右フックでダウンを奪うなどして3-0の判定勝ち。
2010年7月5日、K-1 WORLD MAX 2010 〜-63kg Japan Tournament FINAL〜では、準々決勝で上松大輔にTKO勝ちを収めるも、準決勝で久保優太に左ハイキックでKO負けを喫した。
2010年9月11日、5か月ぶりの凱旋出場となった新日本キックボクシング協会のメインイベントで西山誠人と対戦し、左膝蹴りでKO負けを喫した。
2012年、大橋ジムに入門してボクシング転向。2013年1月5日、デビュー戦を1回KO勝利し、新人王戦にもエントリーし東日本決勝に挑む。

## 人物
- キックボクサーとして活動する傍ら、港湾の荷役労働者として働いていたが、K-1に出場するため仕事を休んでいたところ解雇された。2010年6月16日のインタビューで「もう今の自分は日雇い労働者みたいなもの。怪我でもしたら乞食ですよ。家族もいるので負けられない」と語った[9]。

## 戦績

### キックボクシング
| キックボクシング 戦績 | キックボクシング 戦績 | キックボクシング 戦績 | キックボクシング 戦績 | キックボクシング 戦績 | キックボクシング 戦績 | キックボクシング 戦績 |
| --------------------- | --------------------- | --------------------- | --------------------- | --------------------- | --------------------- | --------------------- |
| 20 試合               | (T)KO                 | 判定                  | その他                | 引き分け              | 無効試合              |                       |
| 14 勝                 | 6                     | 8                     | 0                     | 1                     | 0                     |                       |
| 5 敗                  | 2                     | 3                     | 0                     | 1                     | 0                     |                       |

| 勝敗 | 対戦相手             | 試合結果                                  | 大会名 | 開催年月日     |
| ×    | 勝次                 | 3R終了 判定0-3                            | 新日本キックボクシング協会「TITANS NEOS X」                                                                                           | 2011年9月4日   |
| ×    | 西山誠人             | 1R 1:21 KO（左膝蹴り）                    | 新日本キックボクシング協会「TITANS NEOS VIII」                                                                                        | 2010年9月11日  |
| ×    | 久保優太             | 1R 1:21 KO（左ハイキック）                | K-1 WORLD MAX 2010 〜-70kg World Championship Tournament FINAL16 / -63kg Japan Tournament FINAL〜 【-63kg Japan Tournament 準決勝】   | 2010年7月5日   |
| ○    | 上松大輔             | 3R 2:45 TKO（パンチ連打）                 | K-1 WORLD MAX 2010 〜-70kg World Championship Tournament FINAL16 / -63kg Japan Tournament FINAL〜 【-63kg Japan Tournament 準々決勝】 | 2010年7月5日   |
| ○    | 大月晴明             | 3R終了 判定3-0                            | K-1 WORLD MAX 2010 〜-63kg Japan Tournament 1st Round〜 【1回戦】                                                                     | 2010年5月2日   |
| ○    | 朴龍                 | 5R終了 判定3-0                            | 新日本キックボクシング協会「スーパーキック」 【日本ライト級タイトルマッチ】                                                           | 2010年4月4日   |
| ○    | 中尾満               | 3R 1:07 TKO（レフェリーストップ：カット） | 新日本キックボクシング協会「SOUL IN THE RING VII」                                                                                    | 2009年12月13日 |
| ×    | 石井達也             | 3R終了 判定0-2                            | 新日本キックボクシング協会「BRAVE HEARTS 11」                                                                                         | 2009年5月31日  |
| ○    | ジョニー・オリベイラ | 3R終了 判定2-0                            | 新日本キックボクシング協会「激闘 〜第七章〜」                                                                                         | 2009年4月19日  |
| ○    | 勝次                 | 3R終了 判定3-0                            | 新日本キックボクシング協会「ATTACK-10」                                                                                               | 2009年2月22日  |
| ○    | 平野一誠             | 3R終了 判定3-0                            | 新日本キックボクシング協会「ATTACK-9」                                                                                                | 2008年11月16日 |
| ○    | 大塚隼人             | 3R終了 判定2-1                            | 新日本キックボクシング協会「ATTACK-8」                                                                                                | 2008年6月29日  |
| ○    | 垣原卓也             | 1R 2:45 KO（3ノックダウン）               | TITANS NEOS III | 2008年4月20日  |
| ○    | 直矢                 | 2R終了 判定3-0                            | 新日本キックボクシング協会「MAGNUM 16」                                                                                               | 2008年3月9日   |
| ○    | 坂梨隼人             | 2R終了 判定3-0                            | 新日本キックボクシング協会「MAGNUM 12」                                                                                               | 2006年10月22日 |
| △    | 大塚隼人             | 2R終了 判定1-0                            | 新日本キックボクシング協会「BRAVE HEARTS 2」                                                                                          | 2006年5月21日  |
| ×    | 松村清次             | 2R終了 判定0-3                            | 新日本キックボクシング協会「MAGNUM 10」                                                                                               | 2006年3月26日  |
| ○    | 藤康蔵               | 1R 0:58 KO（右フック）                    | 新日本キックボクシング協会 「KICKBOXING SAITAMA CARNIVAL-2」                                                                          | 2005年11月13日 |
| ○    | 福岡冴介             | 1R 2:42 TKO（ドクターストップ）           | 新日本キックボクシング協会 「BRAVE HEARTS 〜武田幸三デビュー10周年記念興行〜」                                                        | 2005年9月4日   |
| ○    | 桐生大地             | 1R 2:30 KO（3ノックダウン）               | 新日本キックボクシング協会「Departure」                                                                                               | 2005年7月17日  |

### ボクシング
4戦4勝3KO

## 獲得タイトル
- 第4代新日本キックボクシング協会ライト級王座